# Пиктхолл, Мармадьюк
Мухаммад Мармадьюк Пиктхолл (англ. Muhammad Marmaduke Pickthall; урождённый Мармадьюк Уильям Пиктхолл англ. Muhammad Marmaduke Pickthall; 7 апреля 1875, Лондон — 19 мая 1936, Сент-Айвс, Юго-Западная Англия) — английский исламский учёный, известный своим переводом Корана на английский язык в 1930 году под названием «Значение Славного Корана». Его перевод Корана (обычно англизированный как «Коран» в эпоху Пиктхолла) является одним из самых широко известных и используемых в англоязычном мире. Перешедший из христианства в ислам, Пиктхолл был романистом, которого ценили Дэвид Герберт Лоуренс, Герберт Джордж Уэллс и Эдвард Морган Форстер, а также журналисты, политические и религиозные лидеры. 29 ноября 1917 года в Мусульманском литературном обществе в Ноттинг-Хилле, Западный Лондон, после выступления с речью на тему: «Ислам и прогресс», в драматической манере он объявил о том, что принял ислам.

## Биография
Мармадьюк Уильям Пиктхолл родился 7 апреля 1875 года в Кембридж-Террас, недалеко от Риджентс-парка в Лондоне. Он был старшим из двух сыновей преподобного Чарльза Грейсона Пиктхолла (1822–1881) и его второй жены Мэри Хейл, урожденной О'Брайен (1836–1904). Его отец Чарльз был англиканским священником, ректором Чиллесфорда, деревни недалеко от Вудбриджа, графство Саффолк. Пиктхоллы вели свою родословную от рыцаря Вильгельма I Завоевателя, сэра Роджера де Пуакту, от которого и произошла их фамилия. Его мать Мэри происходит из ирландского клана Инчикуин, она была вдовой Уильяма Хейла и дочерью адмирала Доната Хенчи О'Брайена, который служил в Наполеоновских войнах. Первые несколько лет своей жизни Пиктхолл провёл в сельской местности, живя с несколькими старшими единокровными братьями и сестрами и младшим братом в доме приходского священника своего отца в сельском Саффолке. Он был болезненным ребёнком. Когда ему было около шести месяцев, он тяжело заболел корью, осложненной бронхитом. В 1881 году после смерти отца его семья переехала в Лондон. Он учился в школе Харроу, но бросил ее после шести семестров. Будучи школьником в Харроу, Пиктхолл был одноклассником и другом Уинстона Черчилля.

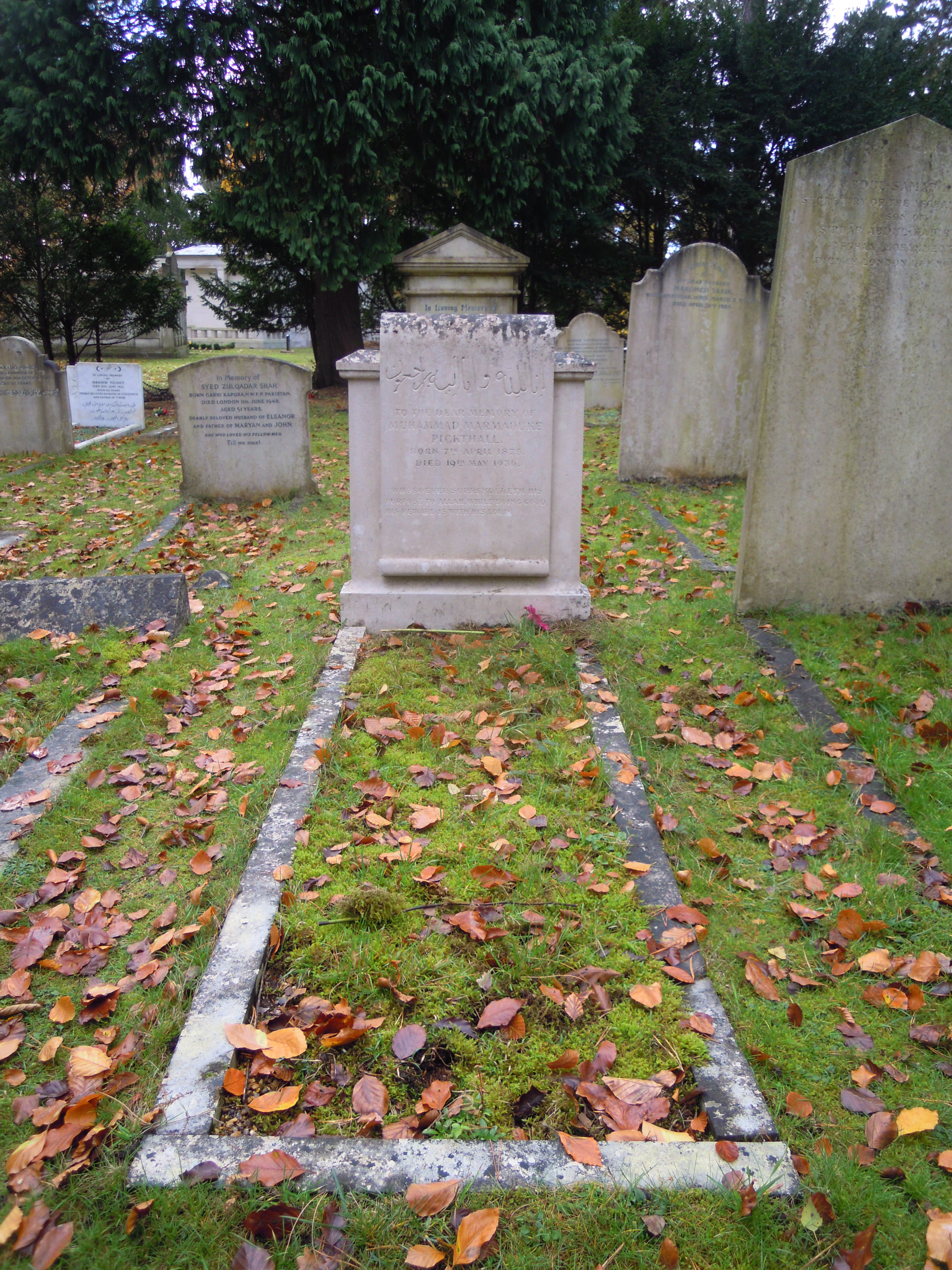
Могила Мухаммеда Пиктхолла на кладбище Бруквуд

Пикталл путешествовал по многим восточным странам, приобретя репутацию ближневосточного учёного, в то время, когда институт халифата рухнул, а исламский мир не смог найти консенсуса по назначению преемника. До того, как объявить себя мусульманином, Пикталл был верным союзником Османской империи. Он изучал Восток и публиковал статьи и романы на эту тему. Находясь на службе у Низам Хайдарабада Асафа Джаха VII, Пикталл опубликовал свой английский перевод Корана под названием: «Значение славного Корана». Перевод был одобрен Университетом аль-Азхар, а литературно-критический журнал Великобритании «The Times Literary Supplement» похвалило его усилия, написав «известный переводчик славного Корана на английский язык, великое литературное достижение». Пикталл был призван на службу в последние месяцы Первой мировой войны и стал капралом, отвечающим за госпиталь для больных гриппом.
Когда новости о геноциде армян достигли Британии, Пиктхолл часто писал в защиту османов, преуменьшая зверства, совершенные против армян, о которых он также делал уничижительные замечания. Во время Первой мировой войны Пиктхолл приобрел репутацию «ярого туркофила», что впоследствии лишило его должности в Арабском бюро. Вместо этого роль была отдана Томасу Эдварду Лоуренсу.
В июне 1917 года Пиктхолл выступил с речью, защищающей права палестинских арабов, в контексте дебатов по Декларации Бальфура. В ноябре 1917 года Пиктхолл публично принял шахаду (символ мусульманской веры) в Уокингской мусульманской миссии при поддержке Хваджи Камал-уд-Дина. После этого он выступил с речью, в которой противопоставил христианский и мусульманский подходы к религиозному праву, утверждая, что ислам лучше, чем христианство, подготовлен к миру после Первой мировой войны.
Пиктхолл, который теперь называл себя «мусульманином-суннитом ханафитского мазхаба», был активным «естественным лидером» в ряде исламских организаций. Он проповедовал пятничные проповеди как в мечети Уокинга, так и в Лондоне. Некоторые из его хутб (проповедей) были впоследствии опубликованы. В течение года он руководил Исламским информационным бюро в Лондоне, которое выпускало еженедельную газету «The Muslim Outlook». Пиктхолл и переводчик Корана Абдулла Юсуф Али были попечителями мечети Шах-Джехан в Уокинге и мечети Восточного Лондона.
В 1920 году он отправился в Индию со своей женой, чтобы работать редактором англоязычной газеты «The Bombay Chronicle». В 1926 году по распоряжению Низама Хайдарабада он был назначен директором средней школы Чадаргхат в княжеском штате Хайдарабад. Правительство Низама предложило создать Бюро по связям с общественностью в штате Хайдарабад, как это появилось в Mushir-i-Deccan 14 июня 1931 года, что Мармадьюк Пиктхолл должен быть назначен должностным лицом по связям с общественностью в дополнение к его собственным обязанностям директора средней школы в Чадаргхате. В 1935 году, вернувшись в Англию, за год до своей смерти он жил в Сент-Айвсе, Корнуолл.
В 1936 году Пиктхолл умер и был похоронен на мусульманском участке Бруквудского кладбища в графстве Суррей, Англия, где в 1953 году был похоронен Абдулла Юсуф Али.

## Работы
- All Fools – being the Story of Some Very Young Men and a Girl (1900)
- Saïd the Fisherman (1903)
- Enid (1904)
- Brendle (1905)
- The House of Islam (1906)
- The Myopes (1907)[19]
- Children of the Nile (short story collection) (1908)
- The Valley of the Kings (1909)
- Pot au Feu (1911)[20]
- Larkmeadow (1912)
- The House of War (1913)
- Veiled Women (1913)
- With the Turk in Wartime (1914)
- Tales from Five Chimneys (1915)
- Knights of Araby - the story of Yemen in the 5th Islamic Century (1917)
- Oriental Encounters – Palestine and Syria (1918)
- Sir Limpidus (1919)
- The Early Hours (1921) :
- As others See us (1922)
- The Cultural Side of Islam (1927)
- Значение Славного Корана:  Толковый перевод (1930)

### Как редактор
- Folklore of the Holy Land – Muslim, Christian, and Jewish (1907) (E H Hanauer)
- Islamic Culture (1927) (Magazine)